# Florian (voornaam)
Florian is een jongensvoornaam die afgeleid is van de naam Florentius.

## Varianten
De volgende namen (o.a.) zijn varianten of afgeleiden van Florian:
- Floriaan, Florianus

## Heiligen
- Florianus van Lorch, patroon van Polen, van Linz (Oostenrijk), van schoorsteenvegers en van brandbestrijders

## Bekende naamdragers

### Florian
- Florian Fricke, Duits muzikant
- Florian Gallenberger, Duits scenarioschrijver en regisseur
- Florian Hempel, Duits darter
- Florian Heyerick, Belgisch muzikant
- Florian Jozefzoon, Nederlands voetballer
- Florian Magnus Maier, Duits componist
- Florian Schneider, Duits muzikant
- Florian Vogel, Zwitsers mountainbiker
- Florian Znaniecki, Pools-Amerikaans socioloog en filosoof
- Florian Silbereisen, Duits tv presentator en muzikant

### Florianus
- Florianus (keizer), Romeins keizer

## Fictief figuur
- Florian Fanielje, personage uit de Harry Potterreeks
- Florian: Het paard van de keizer van Felix Salten